# Кевін Зусман
Кевін Зусман (англ. Kevin Sussman, нар. 4 грудня 1970, Нью-Йорк) — американський актор. Найбільш відомий по ролі Стюарта Блума у телесеріалі «Теорія великого вибуху» і Волтера в телесеріалі «Погануля».
Зусман народився у єврейській родині; у нього є три брати. Він закінчив Американську академію драматичного мистецтва на Манхеттен. Пізніше він чотири роки навчався у театрального педагога Ута Гаґен.

## Фільмографія

### Кіно
| Рік  | Назва українською            | Назва англійською            | Роль                     |
| ---- | ---------------------------- | ---------------------------- | ------------------------ |
| 1999 | Висоти свободи               | Liberty Heights              | Алан Джозеф Цукерман     |
| 2000 | Майже знаменитий             | Almost Famous                | Ленні                    |
| 2001 | Спекотне американське літо   | Wet Hot American Summer      | Стів                     |
| 2001 | Цілуючи Джессіку Стейн       | Kissing Jessica Stein        | хлопець з калькулятором  |
| 2001 | Штучний розум                | A.I. Artificial Intelligence | задріт                   |
| 2002 | Повітряні замки              | Pipe Dream                   | Джеймс                   |
| 2002 | Нитки                        | Threads                      | Цезар                    |
| 2002 | У чужому ряді                | Changing Lanes               | Тайлер Коен              |
| 2002 | Стильна штучка               | Sweet Home Alabama           | Баррі Лоуенштайн         |
| 2004 | Маленька чорна книжка        | Little Black Book            | Айра                     |
| 2005 | Метод Хітча                  | Hitch                        | Ніл                      |
| 2006 | Весільний альбом             | The Wedding Album            | Освальд                  |
| 2006 | Шалені гроші                 | Funny Money                  | Денис Слейтер            |
| 2006 | Айра та Еббі                 | Ira & Abby                   | Ленні                    |
| 2006 | На ваш суд                   | For Your Consideration       | директор з комерції      |
| 2007 | Собаче кохання               | Heavy Petting                | Рас                      |
| 2008 | З повагою, Тед Л. Ненсі      | Sincerely, Ted L. Nancy      | Тед                      |
| 2008 | Як відбити наречену          | Made Of Honor                | дрібний спортсмен        |
| 2008 | Ті, що пожираються живцем    | Insanitarium                 | Дейв                     |
| 2008 | Після прочитання спалити     | Burn After Reading           | співробітник Такман Марш |
| 2009 | Штурмуючи Вудсток            | Taking Woodstock             | Стен                     |
| 2010 | Кіллери                      | Killers                      | Мак Бейлі                |
| 2010 | Альфа і Омега: Зубата братва | Alpha and Omega              | Шийки                    |
| 2011 | Халявщики                    | Freeloaders                  | Бенедикт Віквікіс        |
| 2012 | 2-а подача                   | 2nd Serve                    | Скотт Белчер             |

### Телебачення
| Рік       | Назва українською                              | Назва англійською                          | Роль                  | Примітки |
| --------- | ---------------------------------------------- | ------------------------------------------ | --------------------- | --- |
| 1998      |                                                | Ghost Stories                              | Джоуї Хоуелл          | 1 епізод |
| 1999      | Третя зміна                                    | Third Watch                                | хлопець із тубою      | 1 епізод |
| 2000      | Клан Сопрано                                   | The Sopranos                               | Кевін                 | 1 епізод: "Guy Walks into a Psychiatrist's Office..."                                                                                       |
| 2003      | Закон і порядок: Злочинний намір               | Law & Order: Criminal Intent               | Філ Хобарт            | 1 епізод |
| 2004      | Швидка допомога                                | ER                                         | Колін                 | 2 епізоди: "Just a Touch" (сезон 10: епізод 19) "2Abby Normal" (сезон 10: епізод 20)                                                        |
| 2006–2007 | Погануля                                       | Ugly Betty                                 | Уолтер                | Друга роль 16 епізодів |
| 2007–2008 | Мене звати Ерл                                 | My Name Is Earl                            | Дуейн                 | 2 епізоди: "My Name Is Inmate #28301-016: Part 1" (сезон 3: епізод 1) "No Heads and a Duffle Bag" (сезон 3: епізод 17)                      |
| 2008      | C.S.I.: Місце злочину                          | CSI: Crime Scene Investigation             | Дон                   | 1 епізод |
| 2008      | Менталіст                                      | The Middleman                              | Айван Еві / Паліндром | 1 епізод |
| 2009–2019 | Теорія великого вибуху                         | The Big Bang Theory                        | Стюарт Блум           | Сезон 2-5; 7 (періодично) Сезон 6–12 (регулярно)                                                                                            |
| 2010      | Менталіст                                      | The Mentalist                              | Філ Редмонд           | 1 епізод: "Rose-Colored Glasses" (сезон 2: епізод 11)                                                                                       |
| 2010      | Хороші хлопці                                  | The Good Guys                              | Скітер                | 2 епізоди: "Bait & Switch" (сезон 1: епізод 2) "$3.52" (сезон 1: епізод 5)                                                                  |
| 2010      | Дитяча лікарня                                 | Childrens Hospital                         | Даффі Джіраффі        | 1 епізод |
| 2012      | Косяки                                         | Weeds                                      | Террі                 | 3 епізоди: "Allosaurus Crush Castle" (сезон 8: епізод 6) "Five Miles From Yetzer Hara" (сезон 8: епізод 8) "Threshold" (сезон 8: епізод 10) |
| 2015      | Спекотне американське літо: Перший день табору | Wet Hot American Summer: First Day of Camp | Стів                  | 3 епізоди |